# Новосёлов, Виктор Семёнович
Ви́ктор Семёнович Новосёлов (9 ноября 1947, Ленинград — 20 октября 1999, Санкт-Петербург) — депутат Законодательного собрания Санкт-Петербурга (1994—1999).

## Биография
Окончил Ленинградский кораблестроительный институт, работал на судах Балтийского морского пароходства. В 1988—1990 годах занимался предпринимательской деятельностью.
В 1990—1991 годах — первый заместитель председателя Московского районного исполнительного комитета Ленинграда.
В 1991—1993 годах — председатель Московского районного совета Санкт-Петербурга.
В 1993 году назначен начальником Санкт-Петербургского управления Федеральной миграционной службы. 24 ноября 1993 года пережил покушение, был тяжело ранен, остался инвалидом, преступление раскрыто не было.
Депутат Законодательного собрания Санкт-Петербурга (1994—1999), заместитель председателя Законодательного собрания Санкт-Петербурга (1995—1998). Поддерживал тесные связи с криминальными авторитетами — Константином Яковлевым (Костя Могила) и Владимиром Кумариным. Проживал по адресу Московский проспект, дом 198. Избирался в депутаты по одномандатному округу № 31. Возглавлял Санкт-Петербургское региональное отделение РПСД. После покушения 1993 года передвигался на инвалидной коляске.

## Гибель
Убит 20 октября 1999 года взрывом бомбы по пути на работу: преступник закрепил взрывчатку на крыше автомобиля, когда тот стоял на красном сигнале светофора на пересечении улицы Фрунзе и Московского проспекта. Новосёлов погиб на месте, его водитель и охранник с серьёзными ранениями были госпитализированы.
Как и покушение 1993 года, убийство Новосёлова было осуществлено бандой Олега Тарасова. Непосредственный исполнитель — гражданин Белоруссии Артур Гудков был задержан при попытке скрыться с места преступления. В 2003 году Санкт-Петербургский городской суд приговорил его к пожизненному лишению свободы.
Преступление было раскрыто при участии Агентства журналистских расследований: журналистам удалось убедить сдаться правоохранительным органам одного из участников убийства Александра Малыша, он получил 16 лет колонии. Соучастник преступления Андрей Чванов был задержан в Твери у своего приятеля Михаила Егорова. Первого приговорили к 10 годам лишения свободы, второго — к пяти (за незаконное хранение оружия и наркотиков). Ещё один из соучастников убийства Дмитрий Черняев в 2004 году был приговорён к 10 годам лишения свободы.
Причастный к деятельности банды Борис Алексеев и её лидер Олег Тарасов скрылись от следствия
Позже следователи выяснили, что Тарасов был убит и расчленён в Греции. По версии следствия, указание убить Новосёлова он получил от Дмитрия Скворцова, входившего в окружение криминального авторитета Кости Могилы и его заместителя Владимира Кулибабы. По его же приказу могли убить и самого Тарасова, чтобы тот не смог никому рассказать о заказчике. Скворцов позже поступил на службу в МВД и дослужился до звания полковника и должности помощника замминистра внутренних дел Александра Романова, а незадолго до ареста Кулибабы в конце 2021 года скрылся за границей; в декабре 2022 года он был заочно арестован по обвинению в организации трёх других убийств и двух покушений, осуществлённых в том числе при участии Чванова, а в 2023 году стало известно о его вероятной причастности и к убийству экс-депутата Госдумы Марка Горячева.

## Память
Похоронен на Новодевичьем кладбище. В здании Мариинского дворца была установлена мемориальная доска в память об убитом политике.